# Artus Mas
Artur Mas i Gavarró (phát âm tiếng Catala: [ərtur mas]; sinh ngày 31 tháng 1 năm 1956) là một chính trị gia đến từ Catalonia, Tây Ban Nha
Ông là chủ tịch của Generalitat của Catalonia từ năm 2010 đến năm 2015  (cộng với một thời gian ngắn làm hiệu trưởng từ tháng 9 năm 2015 đến ngày 10 tháng 1 năm 2016).
Mas là một thành viên lâu năm của hội tụ dân chủ của Catalonia (CDC theo chữ viết tắt của Catalan) trước đây từng là thành viên lớn của hai thành viên - cùng với Unió Democràtica de Catalunya - thời kỳ đó là liên minh bầu cử lâu đời, Convergència i Unió (CiU), một liên minh quốc gia tự do đã chiếm ưu thế chính trị khu vực Catalan từ những năm 1980. Năm 2001 Mas được bổ nhiệm làm Tổng Thư ký của CDC, năm 2012 ông được bổ nhiệm làm chủ tịch của đảng  đã được tái khởi động vào tháng 7 năm 2016 dưới dạng PDeCAT, hiện ông chủ tọa.
Từ năm 2003 đến năm 2015, Mas đã chạy 5 lần trong tổng thống Catalan, bốn người đang đứng dưới chiếc vé CiU và hiện đang chạy đua cho liên minh Junts Pel Sí. Ông đã đạt được chức vụ tổng thống trong hai cuộc bầu cử năm 2010 và 2012 (cả hai đều chạy cho CiU), nhưng không có đa số tuyệt đối. Trong trường hợp không có đa số đảng viên duy nhất, cả hai nhiệm kỳ đều bị đánh dấu bởi sự bất ổn về chính trị và kết thúc bằng việc Mas kêu gọi một cuộc bầu cử nhanh chóng.
Mas là một nhà kinh tế học đã tuyên bố bằng cấp của mình từ Đại học Barcelona và thông thạo tiếng Anh và tiếng Pháp, ngoài tiếng Catalan và tiếng Tây Ban Nha.
Theo quan điểm xã hội, ông chủ yếu ủng hộ một chương trình nghị sự vừa phải trong nhiều vấn đề, chẳng hạn như quyền của người đồng tính, nhưng không phải là hôn nhân đồng tính  và tranh luận miễn phí về đảng của ông về phá thai.
Trong năm 2010, Mas cho biết ông sẽ bỏ phiếu 'có' trong một cuộc trưng cầu dân ý giả thuyết để giải thể khỏi Tây Ban Nha. Kể từ đó, chủ quyền và sự độc lập của Catalan đã trở thành trọng tâm trong chương trình nghị sự chính trị của ông, với Mas là công cụ trong cuốn tiểu thuyết của CDC hướng về chủ nghĩa ly khai.